# 川田順
川田 順（かわだ じゅん、1882年（明治15年）1月15日 - 1966年（昭和41年）1月22日）は、日本の歌人、実業家。住友総本社常務理事。
備中松山藩士（現：岡山県高梁市出身）の漢学者・貴族院議員の川田甕江の三男。京大教養部教授（英語）の川田周雄は養子。女優・歌手の佐良直美は従曾孫。

## 来歴・人物
東京市浅草区三味線堀生まれ。府立四中、一高を経て、1907年東京帝国大学法学部政治学科卒業。東京帝国大学では当初文科（文学部）に所属し小泉八雲の薫陶を受けた。小泉八雲の退任を受け「ヘルン先生のいない文科に学ぶことはない」と法科（法学部）に転科したという。なお八雲の後任教授は夏目漱石であり、後年この逸話の真偽を尋ねられて認めたうえで、「夏目なんて、あんなもん問題になりゃしない」と述べた。
元来、住友では中途で外部の官学出身者を引き抜いて採用していたが、1907年（明治40年）に新卒の第1期定期採用がスタートし、川田ら東大法科出身者は7名、京大法科出身者が5名の計12名が入社した。自宅の神戸市御影から大阪までの通勤中は藤原定家の『明月記』を精読し、会社では住友商人として主に経理畑を歩み、「住友に川田あり」の評判を得ていた。1930年（昭和5年）に理事就任後、同年一足飛びで常務理事に就任、1936年（昭和11年）、小倉正恆の後任として住友の総帥たる総理事就任がほぼ確定していたが、自らの器に非ずとして自己都合で退職した。その間佐佐木信綱門下の歌人として「新古今集」の研究家としても活躍。
1941年8月、愛国歌（勤皇歌）を集成した『愛国百人一首』を刊行（朝日新聞社）。1942年4月に歌集『鷲』『国初聖蹟歌』で第1回帝国芸術院賞受賞。同年、日本文学報国会を主体として情報局と大政翼賛会の後援、毎日新聞社の協力により新たな『愛国百人一首』を編纂した。1944年に朝日文化賞を受賞。
戦後は皇太子の作歌指導や歌会始選者をつとめた。
1947年（昭和22年）6月9日、昭和天皇が京都に行幸（昭和天皇の戦後巡幸）した際、吉井勇、新村出、谷崎潤一郎とともに京都大宮御所に召し出され座談会に参加した。

### 老いらくの恋
1939年に妻を脳溢血で亡くし、1944年から、元京都帝国大学経済学部教授・中川与之助の妻で歌人の鈴鹿俊子（中川夫妻は既に3子をもうけていた）の作歌指導にあたる。川田と中川は旧知の間柄であったが、俊子に「新古今集」研究の手伝い等をつとめてもらう中で親しくなり、1947年に愛を告白し、二人の交際は人目を忍ぶ仲へと発展、俊子との仲は中川の知るところともなる。川田は俊子との別れを中川に誓うが、結局逢瀬に再び身をやつすこととなり、1948年8月、中川夫妻は離婚に至る。しかし川田は自責の念に苛まれたことなどから、同年11月30日に家出、12月1日に亡妻の墓前で自殺を図った。
一命をとりとめたが、川田が家出の際に谷崎潤一郎たち友人に宛てて遺書を送るとともに、東京朝日新聞社の嘉治隆一出版局長に告白録『孤悶録』と「恋の重荷」と題した長詩を送っていたことから、川田の詩の一節（墓場に近く老いらくの　恋は怖るる何ものもなし）から取った「老いらくの恋は怖れず」などの見出しで自殺未遂の顛末が報道され、俊子との交際が公になり、“老いらくの恋”は流行語となった（川田によると歌の出典は伊勢物語の「桜花散りかひくもれ老いらくの来むといふなる道まがふがに」）。翌49年に川田は俊子と結婚、再婚後は京都から藤沢に転居、俊子の2人の子を引き取って同居生活を送った。
川田は1963年日本芸術院会員となり、1966年1月22日、全身性動脈硬化症のため東京大学医学部附属病院で死去。墓所は京都市法然院。戒名は泰順院殿諦道博文大居士。
川田と俊子と中川を巡る騒動に関しては、1949年3月に川田が『孤悶録』を刊行、中川も同年3月に『苦悩する魂の記』を刊行、俊子も1949年に『主婦之友』2月号で告白手記を寄稿したのをはじめ、その後も『黄昏記』(1983年)など回想記や随筆で語っている。また、この騒動を題材に、志賀直哉は戯曲『秋風』（1949年）を、辻井喬は小説『虹の岬』（1994年）を発表した。

## 家族
- 父・川田甕江
- 母・本多かね - 浅草蔵前の商家の娘。器量よしで、蔵前の太物問屋「さんさく」に嫁いだのち、芝の風呂屋[11]に嫁入り、その後甕江の妾となる。37歳で病没[12]。
- 前妻・カズ（和子、1887-1939） - 河原林義雄の娘[13]。1911年に結婚
- 後妻・鈴鹿俊子 - 1949年に再婚
- 養子・川田周雄 - 甥
- 妹・藁谷みか子 - 三井物産系列会社社長・藁谷英夫の妻。順は独身の頃、みか子の元学友の大河内国子（徳川慶喜の娘）と不倫関係となり、順の結婚で一旦別れたが、約20年後に関係が復活、1937年に国子が病で倒れるまで続いた[14]。

## 著書
- 『伎芸天 歌集』竹柏会 (心の華叢書) 1929
- 『陽炎』竹柏会(心の華叢書) 1930
- 『青淵』竹柏会(心の華叢書) 1930
- 『鵲 満鮮歌鈔』改造社 1931
- 『山海経』白帝書房(心の華叢書)　1932
- 『新古今集の鑑賞』立命館出版部 1932
- 『立秋』改造社 1933
- 『利玄と憲吉』岩波書店 1935
- 『旅雁』改造社 1935
- 『山海居歌話』非凡閣 1936
- 『日光』改造社 1936
- 『俊成・定家・西行』人文書院 1936
- 『晩来抄 自選歌文』第一書房 1937
- 『山海居閑話』人文書院 1938
- 『源実朝 歴代歌人研究 第8巻』厚生閣 1938
- 『宗良親王 吉野朝柱石』第一書房 1938
- 『高岳』河出書房 1939
- 『歴代秀吟百首』三省堂 1939
- 『幕末愛国歌』第一書房 1939
- 『吉野朝の悲歌』第一書房 1938－39
- 『西行』創元社 1939
- 『寒窗記』第一書房 1940
- 『鷲』創元社 1940
- 『西行研究録』創元社 1940
- 『夕陽と妻』甲鳥書林 1940
- 『評釈日本歌集』朝日新聞社 1941
- 『藤原定家』創元社 1941
- 『国初聖蹟歌』甲鳥書林 1941
- 『愛國百人一首』大日本雄辯會講談社 1941
- 『新古今論抄』全国書房 1942
- 『完本川田順歌集』朝日新聞社 1942
- 『史歌熱帯作戦』八雲書林 1942
- 『史歌太平洋戦』八雲書林 1942
- 『歴史と詩歌』全国書房 1942
- 『偶然録』湯川弘文社 1942
- 『戦国時代和歌集』甲鳥書林 1943
- 『史歌南北作戦』甲鳥書林 1943
- 『西行の伝と歌』創元社 1944
- 『史歌大東亜戦』養徳社 1944
- 『寸歩抄』生活社 1945
- 『細川幽斉』甲文社 1946
- 『読書余情』八雲書店 1946
- 『香雲 詩集』創元社 1946
- 『枯草録』全国書房 1946
- 『寒林集』創元社 1947
- 『山海抄』甲文社 1947
- 『孤悶録』朝日新聞社 1949
- 『住友回想記』正続 中央公論社 1951-53
- 『川田順全歌集』中央公論社 1952
- 『東帰』長谷川書房 1952
- 『源三位頼政』春秋社 1958
- 『葵の女 川田順自叙伝』講談社、1959年。
- 『女性の愛の歌 「万葉集」-「みだれ髪」』川田俊子共著 協同出版 1966
- 『川田順遺稿集香魂』甲鳥書房 1969
- 『春の雪』協同出版 1973
- 『宿命』短歌新聞社 1986
- 『羽族の国 思草(佐々木信綱歌集)評釈』短歌新聞社 1994